# Manoir de la Ville-Roger
Le manoir de la Ville-Roger est situé à Fréhel en France.

## Localisation
Le manoir est situé sur la commune de Fréhel  dans le département des Côtes-d'Armor, dans la région Bretagne.

## Description
Le manoir dont le logis s'apparente, par son style, aux malouinières édifiées à cette époque autour de Saint-Malo. Subsistent également des vestiges de potager et un bassin. L'ancien colombier a disparu. Le décor intérieur date presque intégralement du XIXe siècle, hormis le grand salon ouest et l'escalier.

## Historique
Le manoir associe une demeure construite en 1735, composé d'un corps de logis construit par Toussaint-Claude des Cognetz. La chapelle est édifiée autour de 1600, dédiée à Saint-Yves, et des dépendances remaniées ou construites au XIXe siècle et XXe siècle. Henri Frotier de La Messelière écrit que le manoir passa au XVIe siècle de la famille de la Marre à la famille des Cognets, des vicomtes de Pléhérel. Il devient la résidence principale de la famille. Le manoir a été également la demeure du marquis de la Moussaye, qui fut pair de France de 1835 à 1848. Il passa dans la famille de la Moussaye à la suite du mariage de Victor-François-Gervais de la Moussaye avec Sainte-Louise des Cognets en 1772,.
Il est inscrit partiellement au titre des monuments historiques par arrêté du 4 juin 2007.

## Protection
Éléments protégés : le manoir, à savoir le corps de logis principal, en totalité, à l'exclusion des ailes latérales et galeries de raccord.